# 伊爾瓦河
伊爾瓦河是俄羅斯的河流，屬於梅津河的左支流，由科密共和國負責管轄，河道全長174公里，流域面積2,260平方公里，發源自葉姆瓦以北，河水主要來自融雪。